# Колокольчик Канчавели
Колокольчик Канчавели (лат. Campanula kantschavelii) — вид растений рода Колокольчик (Campanula) семейства Колокольчиковые (Campanulaceae).
Вид назван в честь грузинского и советского ботаника Захария Алексеевича Канчавели (1890—1932).

## Распространение и экология
Эндемик Грузии (Кахетия, Кварельский район), единственное местонахождение около города Кварели в бассейне реки Алазани. Обитает в трещинах сухих известковых скал лиственных лесов, в нижнем поясе гор между 800 и 1100 м над уровнем моря .

## Ботаническое описание
Многолетнее жестко-густо-беловато-опушённое растение с толстым корневищем, от которого отходят несколько стеблей. Стебли прямые или в верхней части извилистые с длинными отстоящими волосками, облиственные, многоцветковые. Листья неправильно почти двоякозубчатые, густо-коротковолосистые, по краям и по жилкам длинноволосистые; верхние овальные, сидячие или оттянутые в короткий крылатый черешок; средние округло-овальные или округло-ромбические, на довольно длинных крылатых черешках с мелкими дольками (лировидные) или без них; нижние стеблевые и прикорневые широко-лопатовидные на длинных черешках с мелкими дольками (лировидные) или без них.
Соцветие обыкновенно многоцветковое до 25, реже 3—5-цветковое. Цветки средней величины или мелкие на прямых толстоватых цветоножках; листочки чашечки ланцетные, острые длинноресничатые вдвое-втрое короче венчика; придатки чашечки продолговатые, тупые или туповатые, ресничатые, длиннее или равные трубке чашечки. Венчик 12—15 мм длины, колокольчато-трубчатый, фиолетовый, в зеве с беловатыми волосками. Рылец 3, заключённых в венчике. Коробочка трёхгнёздная.

## Охрана
Охранный статус МСОП: виды, находящиеся на грани полного исчезновения, критерий B2ab(iii): площадь обитания составляет менее чем 10 км² и состоит лишь из одного местонахождения, а также прогнозируется снижение, по крайней мере, качества среды обитания, вызванного утратой и деградацией местообитаний, связанных с вырубкой леса и строительством дорог.